# Bitwa o Teruel

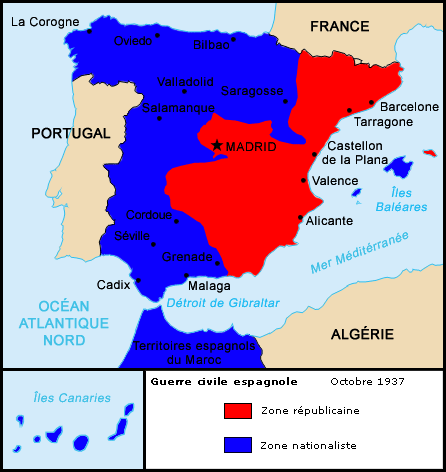
Sytuacja w Hiszpanii tuż przed bitwą pod Teruel. Republikanie zaznaczeni na czerwono, nacjonaliści – na niebiesko. Teruel znajduje się w klinie w północno-wschodniej części kraju

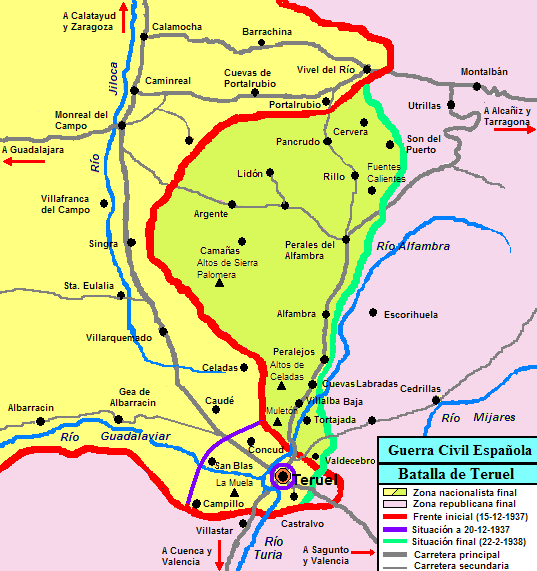
Mapa przedstawiająca przebieg bitwy. Linią czerwoną zaznaczono przebieg frontu na początku bitwy, a zieloną u jej końca

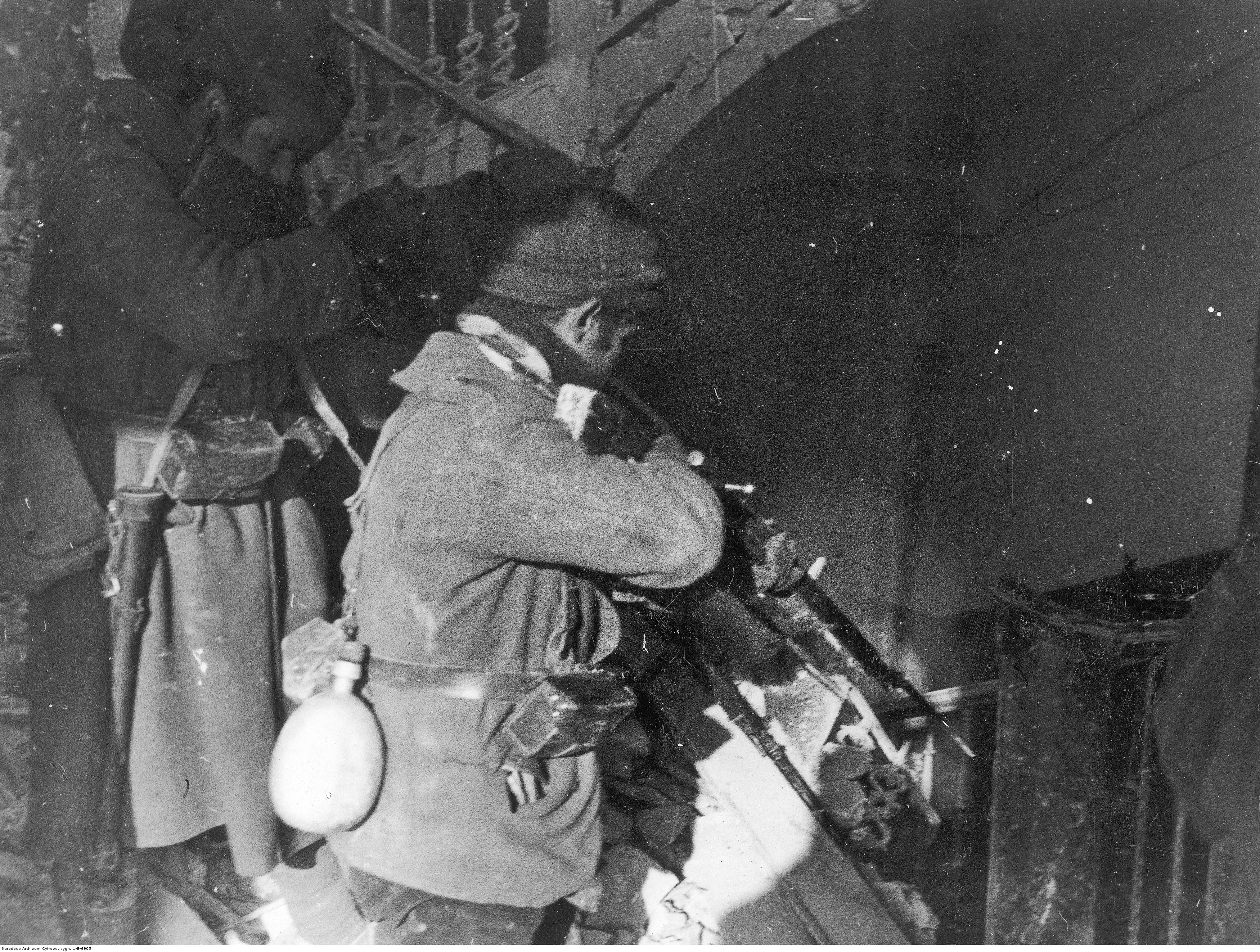
Walki o każdy dom w Teruelu

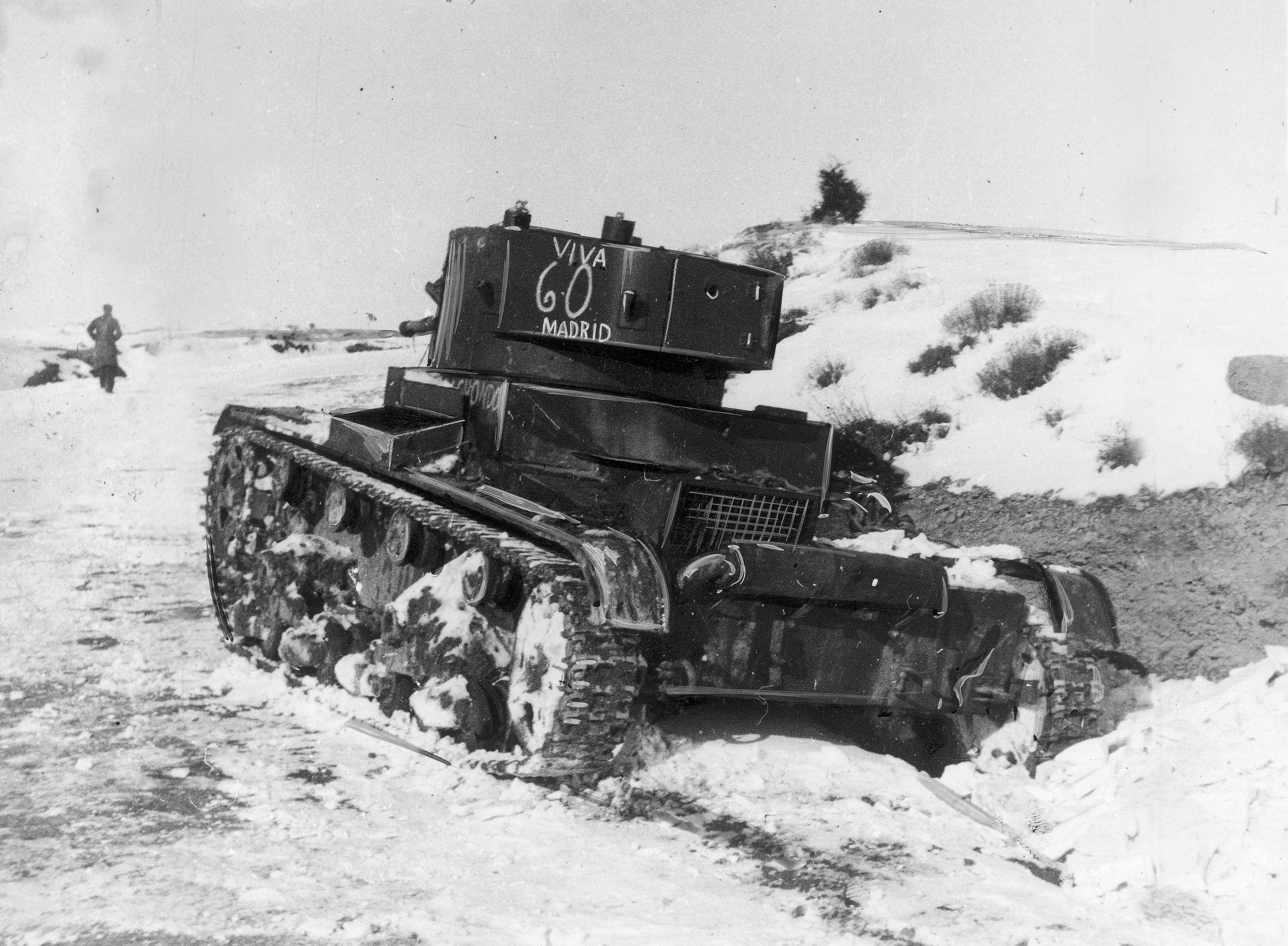
Czołg T-26 w bitwie o Teruel

Bitwa o Teruel – seria operacji militarnych mających miejsce podczas hiszpańskiej wojny domowej w mieście Teruel i okolicach między 15 grudnia 1937 a 20 lutego 1938 roku. Jedna z najkrwawszych bitew tej wojny, ze względu na ogromną intensywność i walki na krótkim dystansie często porównywana do Stalingradu.

## Geneza
Nacjonaliści zdobyli kontrolę nad północą Hiszpanii i przygotowywali się do decydującego natarcia na Madryt. Na początku grudnia 1937 roku dowództwo frankistów planowało ofensywę w centrum i chroniło swój północno-wschodni front systematycznymi bombardowaniami z lotnisk Aragonii. Zapewniły one pełną kontrolę nad niebem prowincji Guadalajara. Z drugiej strony dowództwo republikańskie zdobyło wiarygodną informację o planowanym na 18 grudnia ataku na stolicę prowincji. Po przegranych w bitwach o Belchite i Brunete, brak odpowiedzi na to zagrożenie doprowadziłby do niechybnej klęski na wszystkich frontach i Katalonia pozostałaby bez ochrony. Przez pierwsze dwa tygodnie grudnia wojska republikańskie zgromadziły ludzi i wyposażenie w okolicach Teruelu, głównie na południu i nad rzeką Alfambrą. Front w formie klina miał długość ok. 60 km. Wcześniej jednostki zgrupowały się w prowincji Saragossa, wbrew planowi nie udało się jedną szybką ofensywą na Estremadurę przeciąć strefy zajmowanej przez nacjonalistów na dwie części.

## Walczące siły
Wojska republikańskie liczyły około 90 000 ludzi podzielonych na trzy główne korpusy, XVIII, XX i XXII (także włączony jako część XXVII). Wcześniej samoloty typu Mosca (I-16) i Chato (I-15), w liczbie około 120, przeniesiono na lotniska Lewantu hiszpańskiego (Villafranca del Penedés i Sabadell) w celu wsparcia ofensywy i uniknięcia zniszczenia na bombardowanych przez nacjonalistów lotniskach w Aragonii. Generał Juan Hernández Saravia, dowódca Wojsk Lewantyńskich, przygotował operacje podobne do tych z późniejszej bitwy nad Ebro.
Siły nacjonalistów w samym mieście liczyły 3900 uzbrojonych ludzi z 52 Dywizji, prawie 40% z nich nie było żołnierzami. Ich dowódcą był pułkownik Domingo Rey d´Harcourt. Przyłączyła się do nich część ludności nieprzeszkolonej wojskowo, źródła wskazują na ogólną liczbę 10 000 ludzi.
Teruel, broniony przez przygotowane wcześniej linie okopów i zasieków, był uważany za przyczółek bardzo zagrożony przez siły republikańskie, ponieważ mógół zostać łatwo odcięty od reszty terytorium republikańskiego.

## Początek ofensywy republikańskiej
Siły republikańskie, pewne zwycięstwa ze względu na ogromną przewagę w liczbie żołnierzy i sprzęcie, 15 grudnia o godzinie 15:00 rozpoczęły ofensywę, prawie bez wsparcia artylerii i samolotów, aby osiągnąć efekt zaskoczenia.
Początkowy plan Vicenta Rojo Llucha polegał na okrążeniu miasta sześcioma dywizjami, jednocześnie zabezpieczając się siłami dwóch dywizji przeciw spodziewanej kontrofensywie nacjonalistów. Enrique Líster zdobywa Concud siłami 11 Dywizji, podczas gdy 25 Dywizja zajęła San Blas. Dwa korpusy szybko otoczyły miasto i odcinają je od zaopatrzenia i posiłków. Atakujący spotkali się z XVIII Korpusem 20 grudnia. Zaskoczenie pozwaliło Lísterowi dojść do granic miasta i wziąć jeńców. Mróz był silny (podczas walk sięgnął nawet –20 °C), a żołnierze republikańscy szli do ataku lepiej wyposażeni. 17 grudnia włączyli lotnictwo do walk, powodując ciężkie straty wśród wojsk nacjonalistów, które przybyły z pomocą oblężonym. Walki powietrzne angażowały samoloty Fiat CR.32 i Messerschmitt Bf 109 nacjonalistów oraz Polikarpowy I-15 oraz I-16 Republikanów. Zestrzeliwują one wiele bombowców Heinkel He 111. 18 grudnia rozlokowali główne siły na południe od Teruelu, nad rzeką Muela i zaatakowali stary cmentarz.
Lotnictwo nacjonalistów w temperaturach sięgających na lotniskach Kastylii do –10 °C, prawie nie mogło stawić czoła postępom republikanów. Dywizje nacjonalistyczne nie były przygotowane na szybkie przyjście z odsieczą oblężonym. 19 grudnia niektóre oddziały generała Arandy przybyły na front, ale ich liczba były bardzo mała i nie osiągnęły sukcesu. Tego dnia zaczęły się pierwsze walki wewnątrz miasta, na cmentarzu i na stadionie piłkarskim. 22 grudnia wiele jednostek republikańskich wkroczyło do miasta przy wsparciu artylerii,                           pojawiły się też ich pierwsze wozy bojowe na Plaza del Torico. Początkowe łatwe zwycięstwo spowodowało szybki postęp wojsk republikańskich, ale też wciągnięcie ich w pułapkę z powodu zamkniętego systemu obrony stosowanego przez nacjonalistów, wiedzących, że tylko obrona każdego domu w oczekiwaniu na odsiecz może zatrzymać ofensywę. Działania wojskowe wewnątrz miasta zamieniły się w walkę o każdy budynek i każde pomieszczenie, bardzo niebezpieczne dla obydwu stron. Powodują ogromne straty wśród ludności cywilnej, pomimo rozkazów Indalecio Priety, mówiących o ochronie cywilów oraz umieszczaniu kobiet i dzieci w najbezpieczniejszych miejscach. Artyleria republikańska równa z ziemią każdy budynek, w którym napotkała opór nacjonalistów. Oddział Banku Hiszpanii, Klasztor Św. Klary i Hotel Aragón są miejscami, gdzie toczyły się najbardziej krwawe walki, dochodziło nawet do walki na bagnety.
24 grudnia wielu oficerów republikańskich zostało odznaczonych i awansowanych za spodziewane zwycięstwo, pomimo że pozostały do zdobycia jeszcze dwa ważne punkty oporu: seminarium i garnizon. W końcu zostało zaminowanych kilka punktów i mostów w celu zwiększenia presji na obrońców. W ogniu ciężkich walk miasto poddało się 8 stycznia.

## Kontrofensywa nacjonalistów
Dowódcy nacjonalistów, generał José Enrique Varela na południu i generał Aranda na północy otrzymali zadanie odbicia miasta. 31 grudnia generał Rafael García Valiño zajął kilka okolicznych wsi. Poruszali się siłami korpusu galicyjskiego i kastylijskiego ze wsparciem lotnictwa, dwóch dywizji z Nawarry i artylerii włoskiej.
Bombardowania pozycji republikańskich, przy udziale Legionu Condor, były najsilniejszymi od początku wojny. Legion jednak musiał wstrzymać ataki w dniach 31 grudnia i 1 stycznia z powodu śnieżycy, która uniemożliwiła loty.
XXII Korpus republikański został wezwany do obrony miasta, podczas gdy reszta jednostek wycofywała się na pozycje strategiczne. 2 stycznia siły nacjonalistów próbowały wejść do Teruelu, ale generał Saravia, przy pomocy lotnictwa, zatrzymał kontrofensywę. Dowodząc różnymi korpusami, liczącymi w sumie ok. 100 000 ludzi, rozpoczynają kontrofensywę lepiej przygotowani i bez pośpiechu spowodowanego obroną garnizonu, który już upadł. 17 stycznia zajmują pozycje w okolicach miasta, gdzie Republikanie nie stworzyli większych instalacji obronnych. Pół tysiąca dział i pięćdziesiąt samolotów zaatakowało pozycje w okolicach miasta. Prawy brzeg Alfambry został zajęty przez nacjonalistów 22 stycznia. Teraz to republikanie znaleźli się w okrążeniu. Jednakże obrona miasta była silna i przez tydzień walk pozycje obu stron prawie się nie przysunęły. 25 stycznia republikanie zaatakowali w celu przełamania oblężenia. Obie strony miały poważne problemy z zachowaniem zdolności bojowej swoich wojsk w warunkach silnego mrozu i oddziaływania przeciwnika. W ciągu trzech dni nieustannych walk straty po obu stronach znacznie wzrosły. Ponad sto czołgów T-26 należących do republikanów prezentowało dużą wartość bojową, ale ponieważ zostały źle użyte, w znacznym rozproszeniu a nie w koncentracji, lotnictwo i artyleria nacjonalistów okazały się bardziej efektywne.
5 lutego siły nacjonalistów zdecydowały się na operację okrążającą, mającą przywrócić stan ze stycznia, na północy przełamują front republikański i przechodzą rzekę Alfambrę. 19 lutego przybył V Korpus republikański, ale było już za późno na odsiecz. 20 lutego front został zamknięty, a siły republikańskie otoczone i pozbawione zaopatrzenia. Nacjonaliści wchodzą do Teruelu przy bardzo słabym oporze. Republikanie otrzymali rozkaz wycofania się w stronę oddziałów Valentína Gonzáleza, lecz było to niewykonalne i prawie 14 000 żołnierzy republikańskich zostało wziętych do niewoli. 22 lutego ostatnie walczące oddziały wyszły z Teruelu.

## Konsekwencje
Bitwa o Teruel była jedną z najkrwawszych bitew hiszpańskiej wojny domowej. Zginęło 40 tys. żołnierzy nacjonalistycznych i 60 tys. republikańskich. Miasto zostało całkowicie zrujnowane, zniszczonych zostało 35% republikańskich czołgów i samochodów pancernych, na ulicach leżały setki ciał poległych żołnierzy i cywilów. Bitwa ta dowiodła słabości wojsk republikańskich w organizacji i prowadzeniu operacji zaczepnych przeciwko lepiej uzbrojonemu i wyszkolonemu przeciwnikowi, ujawniając jej wszystkie słabości, jak zła taktyka i różnice pomiędzy oficerami zawodowymi a komunistycznymi. Była to już trzecia nieudana wielka ofensywa republikanów w tej wojnie i w znacznym stopniu przyczyniła się do ostatecznej klęski Republiki, którą przypieczętowała bitwa nad Ebro pięć miesięcy później. Zniszczenie wojsk republikańskich w rejonie Teruelu umożliwiło wiosną 1938 roku przeprowadzenie decydującej ofensywy frankistów w Aragonii.